# Christian Mürner
Christian Mürner (* 1948 in Zürich) ist ein Autor und Behindertenpädagoge.

## Leben
Christian Mürner arbeitet seit 1977 in Hamburg. Er gehört dem wissenschaftlichen Beirat des Instituts Mensch, Ethik und Wissenschaft an. Mürner promovierte in Bremen zum Dr. phil. Seine Dissertation wurde 1985 unter dem Titel Die Pädagogik von Heinrich Hanselmann in Luzern veröffentlicht.
Er hatte Lehraufträge an der Universität Innsbruck und an der Hochschule für Heilpädagogik in Zürich inne und veröffentlichte mehrere Bücher, darunter eine Biographie des blinden Journalisten Keyvan Dahesch. Zusammen mit Volker Schönwiese gab er den Ausstellungskatalog zum Bildnis eines behinderten Mannes heraus.